# Matthew Modine

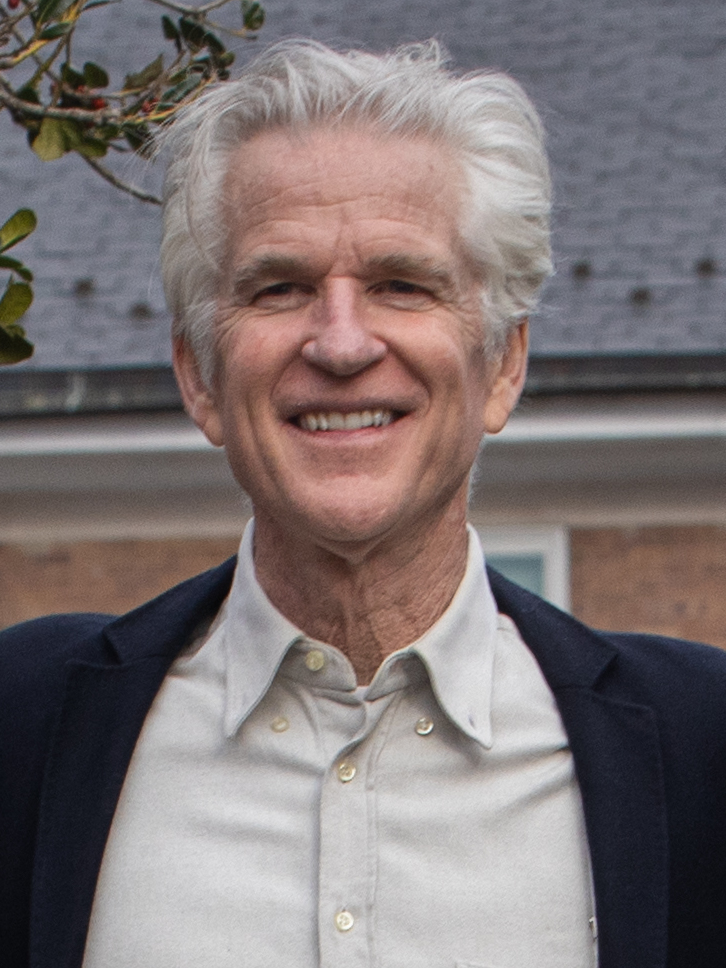
Matthew Modine (2024)

Matthew Modine (* 22. März 1959 in Loma Linda, Kalifornien) ist ein US-amerikanischer Schauspieler.

## Leben
Matthew Modine wurde als jüngstes von sieben Kindern in Loma Linda geboren. Seine Eltern Mark Alexander und Dolores Modine lebten mit den Kindern in einer Mormonenfamilie. Seine Mutter war Buchhalterin und sein Vater leitete Drive-in-Kinos.
Als die Familie nach Utah zog, erhielt der Vater eine Anstellung als Manager in Salt Lake City beim Lyric Theater in Downtown. In diesem Kino begegnete Matthew dem Schauspieler Robert Redford, der seinen Film Barfuß im Park vorstellte.
Im Alter von zehn Jahren sah Matthew ein Making-of des Films Oliver und war davon so sehr begeistert, dass er selbst Schauspieler werden wollte. Im Alter von elf Jahren nahm er Tanzstunden, um den Stepptanz zu erlernen. Als Modine 14 Jahre alt war, zog die Familie wieder zum Geburtsort zurück, wo er dann die Mar Vista Junior Highschool besuchte und über Zwischenstationen dort einen Abschluss erhielt.
Ein Onkel überzeugte Modine, an der Brigham Young University in Provo Schauspiel zu studieren, doch die Empfehlung erwies sich als nicht so gut und er ging nach einem Monat wieder ab. Anschließend verdiente er mit Gelegenheitsjobs sein Geld. Einige Monate später zog er nach New York City, wo er wiederum Schauspiel studierte und von der Schauspiellehrerin Stella Adler bis 1980 ausgebildet wurde.
Matthew Modine ist seit 1980 mit Caridad Rivera verheiratet. Sie sind Eltern von zwei Kindern.

## Karriere

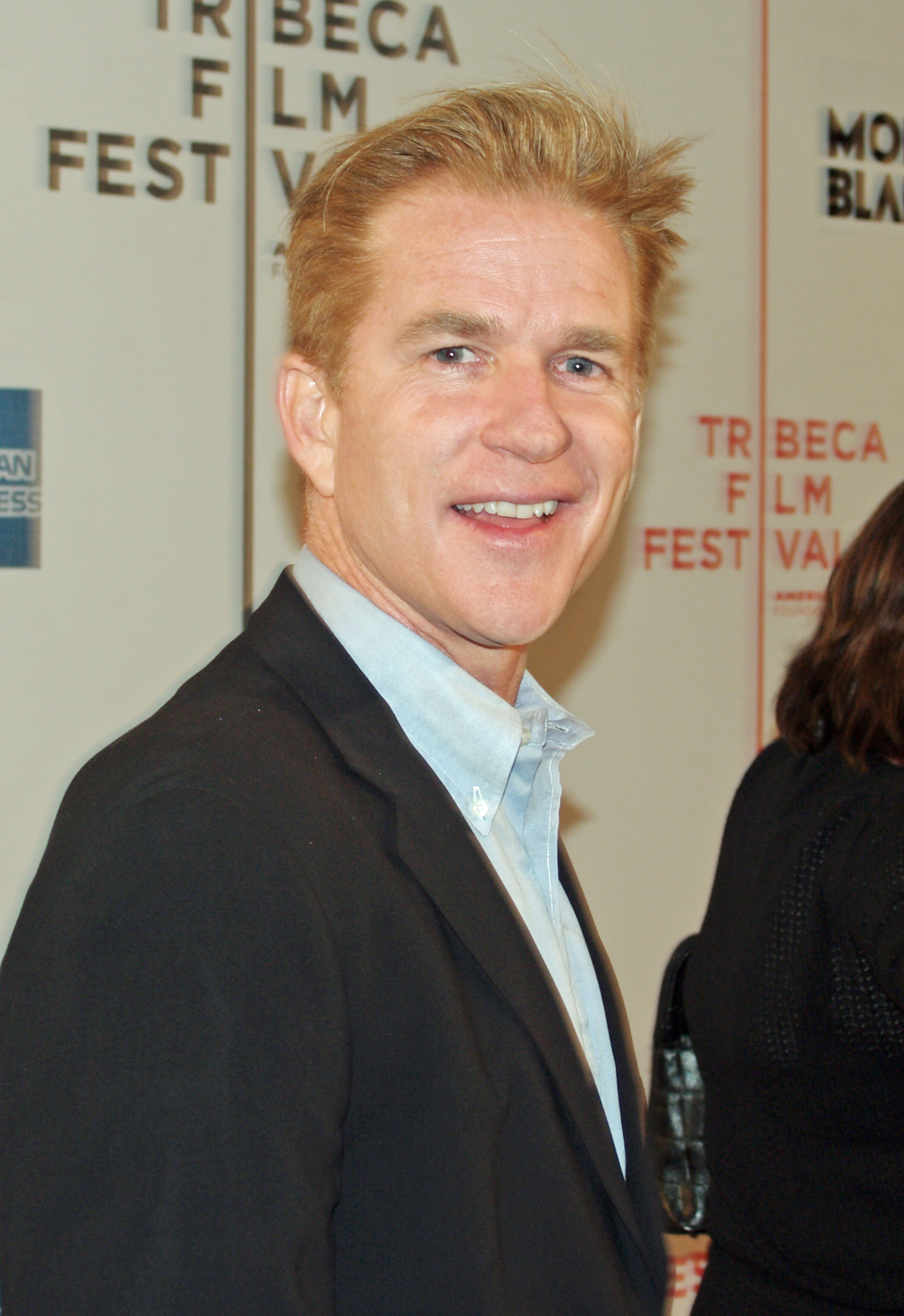
Modine 2008 beim Tribeca Film Festival

Seine erste Filmrolle erhielt Modine in Baby It’s You von John Sayles. Durch diese wurde der Regisseur Robert Altman auf ihn aufmerksam und trieb seine Karriere mit dem Film Windhunde voran, für den Modine mit den anderen Darstellern bei den Filmfestspielen in Venedig ausgezeichnet wurde. 1984 stand er mit Mel Gibson vor der Kamera und spielte dort seinen Bruder in Flucht zu dritt. Anschließend sah man ihn mit Nicolas Cage in Birdy unter der Regie von Alan Parker, der bei den Internationalen Filmfestspielen von Cannes ausgezeichnet wurde.
Von Stanley Kubrick erhielt Modine die Hauptrolle des Private Joker in Full Metal Jacket und schaffte mit dem Kriegsfilm seinen Durchbruch. In Jonathan Demmes Komödie Die Mafiosi-Braut spielte er einen FBI-Agenten an der Seite von Michelle Pfeiffer und Alec Baldwin. Für seine Leistung in … und das Leben geht weiter wurde Matthew Modine für einen Emmy nominiert.
Im Jahr 1995 spielte er in Die Piratenbraut mit Geena Davis in der Hauptrolle einen Taschendieb. 1999 mimte er in der Filmkomödie Notting Hill mit Hugh Grant und Julia Roberts einen Schauspieler. Im selben Jahr spielte er einen Arzt des Footballteams der Miami Sharks an der Seite von Al Pacino, Dennis Quaid, Cameron Diaz und Jamie Foxx in An jedem verdammten Sonntag. Nach seinen Hauptrollen spielte Modine in mehreren Fernsehfilmen mit und hatte 2003 einen Gastauftritt in der Serie The West Wing – Im Zentrum der Macht.
Im zweiten Teil der Transporter-Serie, Transporter – The Mission, spielte Modine einen Politiker, dessen Sohn entführt wurde. In der Miniserie Into the West – In den Westen von Steven Spielberg wirkte Matthew Modine ebenfalls mit. In dem Sechsteiler wird die Geschichte aus der Sicht von zwei Familien, der weißen Amerikaner und der Lakota-Indianer, über mehrere Generationen erzählt.
Modine wird seit 1995 oft von Philipp Moog synchronisiert. Benjamin Völz lieh ihm bis 2011 ebenfalls häufig seine Stimme.

## Filmografie (Auswahl)
- 1982: Junge Schicksale (ABC Afterschool Specials, Fernsehserie, eine Folge)
- 1983: Baby It’s You
- 1983: Private School – Die Superanmacher (Private School)
- 1983: Windhunde (Streamers)
- 1984: Hotel New Hampshire
- 1984: Birdy
- 1984: Flucht zu dritt (Mrs. Soffel)
- 1985: Crazy for You (Vision Quest)
- 1987: Full Metal Jacket
- 1987: Kellerkinder – Orphans (Orphans)
- 1988: Journey Into Genius (Kurzfilm)
- 1988: Die Partie seines Lebens (La Partita)
- 1988: Die Mafiosi-Braut (Married to the Mob)
- 1988: Saturday Night Live (Fernsehserie)
- 1989: Liebe, Stress und Fieberkurven (Gross Anatomy)
- 1990: Memphis Belle
- 1990: Fremde Schatten (Pacific Heights)
- 1992: Wind
- 1992: Equinox
- 1993: Short Cuts
- 1993: … und das Leben geht weiter (And the Band Played On, Fernsehfilm)
- 1994: Schrei in die Vergangenheit (The Browning Version)
- 1994: Die Bibel – Jakob (Jacob, Fernsehfilm)
- 1995: Bye Bye, Love
- 1995: Fluke
- 1995: Die Piratenbraut (Cutthroat Island)
- 1997: The Blackout
- 1997: Der Macher (The Maker)
- 1997: Echt Blond (The Real Blonde)
- 1997: Explosion des Schweigens (What the Deaf Man Heard, Fernsehfilm)
- 1998: The American (Fernsehfilm)
- 1999: Notting Hill
- 1999: Going South (If … Dog … Rabbit …)
- 1999: An jedem verdammten Sonntag (Any Given Sunday)
- 2000: Blumen für Algernon (Flowers for Algernon, Fernsehfilm)
- 2000: Very Mean Men
- 2001: Nobody’s Baby
- 2001: Shadows of Death: Im Fadenkreuz der Mafia (In the Shadows)
- 2001: Jagd auf den Schatz der Riesen (Jack and the Beanstalk: The Real Story, Fernsehfilm)
- 2001: The Shipment – Heiße Fracht im Viehtransporter (The Shipment)
- 2002: Redeemer (Fernsehfilm)
- 2003: Expert Witness (Kurzfilm)
- 2003: The West Wing – Im Zentrum der Macht (The West Wing, Fernsehserie)
- 2003: Hitler – Aufstieg des Bösen (Hitler: The Rise of Evil, Fernsehfilm)
- 2003: Hollywood North
- 2003: Eine Affäre in Paris (Le Divorce)
- 2004: Zeit der Sieger (The Winning Season, Fernsehfilm)
- 2004: Funky Monkey – Ein Affe in geheimer Mission (Funky Monkey)
- 2005: Law & Order: Special Victims Unit (Fernsehserie)
- 2005: Into the West – In den Westen (Into the West, Fernsehserie)
- 2005: Transporter – The Mission
- 2005: Mary
- 2005: Opa!
- 2006: The Bedford Diaries (Fernsehserie)
- 2006: Kettle of Fish
- 2007: Have Dreams, Will Travel (Dream It Out Loud)
- 2007: Go Go Tales
- 2007: Weeds – Kleine Deals unter Nachbarn (Weeds, Fernsehserie, zwölf Folgen)
- 2008: I Think I Thought (Kurzfilm)
- 2008: Sex & Lies in Sin City (Fernsehfilm)
- 2008: Ein Nachbar zum Verlieben? (The Neighbor)
- 2009: Frenemy (Little Fish, Strange Pond)
- 2010: The Trial – Das Urteil (The Trial)
- 2011: Too Big to Fail – Die große Krise (Too Big to Fail)
- 2012: Girl in Progress
- 2012: The Dark Knight Rises
- 2013: Jobs
- 2013: Family Weekend
- 2013: CAT. 8 – Wenn die Erde verglüht… (CAT. 8, Fernsehzweiteiler)
- 2014: Altar
- 2015: Proof (Fernsehserie, acht Folgen)
- 2016: 47 Meters Down
- 2016–2017, 2022: Stranger Things (Fernsehserie)
- 2018: Sicario 2 (Sicario: Day of the Soldado)
- 2018: Backtrace
- 2019: Foster Boy
- 2019: Himmelstal (Himmelsdalen Sanctuary, Fernsehserie, acht Folgen)
- 2021: Wrong Turn – The Foundation (Wrong Turn)
- 2021: Operation Varsity Blues – Der College Bestechungsskandal (Operation Varsity Blues: The College Admissions Scandal)
- 2021: Breaking News in Yuba County
- 2023: Oppenheimer
- 2023: Hard Miles
- 2023: Retribution
- 2025: Zero Day (Miniserie, 6 Folgen)
- 2025: Die perfekte Schwester (Fernsehserie, 8 Folgen)